# Dincani
Dincani – wieś w Rumunii, w okręgu Ardżesz, w gminie Vedea. W 2011 roku liczyła 200 mieszkańców.